# Эванс, Люк
Люк Джордж Э́ванс (англ. Luke George Evans; род. 15 апреля 1979, Абербаргойд, Уэльс) — британский актёр и певец.
Получил широкую известность благодаря роли лучника Барда во второй и третьей части трилогии Питера Джексона о хоббите. В 2013 году Люк сыграл главного антагониста в фильме «Форсаж 6», в 2014 году исполнил главную роль Влада Дракулы в фильме «Дракула», а в 2017 году исполнил роль Гастона в ремейке одноимённого мультфильма Disney «Красавица и чудовище».

## Биография

### Ранние годы
Родился 15 апреля 1979 года в городе Понтипул, Уэльс, Великобритания. Люк — единственный ребёнок в семье. Его отец Дэвид — строитель, а мать Ивонн — уборщица. Оба состоят в международной религиозной организации «Свидетели Иеговы». Детство Люка прошло в небольшом городке Абербаргойд. Оставив школу в 16 лет и покинув «Свидетелей Иеговы», Эванс решил учиться вокалу и актёрскому мастерству. Чтобы оплатить уроки, он работал продавцом в обувном магазине и помогал отцу на стройке.

### Карьера
В 17 лет он переехал в столицу Уэльса, город Кардифф, где занимался вокалом под руководством Луизы Райан. В 1997 году Эванс получил стипендию на обучение драматическому искусству в Лондонской центральной студии, которую благополучно окончил в 2000 году. С 2000 по 2008 год он принимал активное участие в театральных постановках, таких как «Табу», «Пиаф», «Богема», «Небольшие изменения», «Мисс Сайгон».
В 2009 году Люк получил второстепенную роль в ленте «Секс, наркотики и рок-н-ролл». Его кинокарьера быстро шла в гору, он снялся в «Битве титанов» Луи Летерье и «Робин Гуде» Ридли Скотта. Ещё больший успех принесла ему картина «Неотразимая Тамара» (Эванс воплотил ключевого героя), экранизация романа Томаса Харди «Вдали от обезумевшей толпы», хорошо принятая зрителями. Популярность ленты благоприятно отразилась на востребованности Люка, ему поступало много предложений от известных режиссёров. В 2011 году с его участием вышли боевик Элиота Лестера «Без компромиссов», блокбастер Тарсема Сингха «Война богов: Бессмертные», приключенческая драма «Мушкетёры», в которой актёр воплотил Арамиса, и драма «Волнение». В 2012 году снялся в детективном триллере «Ворон». Затем сыграл роль главного антагониста в фильме «Форсаж 6». Большую известность ему принесла роль лучника Барда во 2-й и 3-й части трилогии Питера Джексона о хоббите. В 2014 году Люк исполнил роль Влада Дракулы в фильме «Дракула».

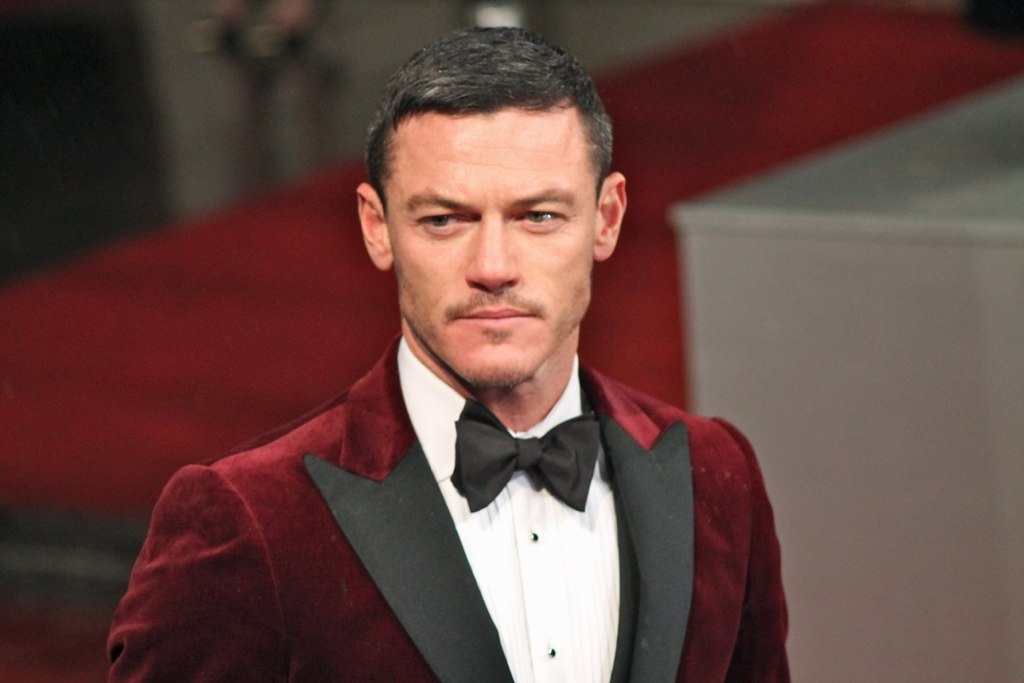
Люк Эванс в 2013 году

8 января 2014 года вместе с Хелен Маккрори Люк был ведущим церемонии вручения премии BAFTA.
В 2014 году Люк снялся в роли Ричарда Уайлдера в фильме Бена Уитли «Высотка», экранизации романа Дж. Г. Балларда. В прокат фильм вышел в 2015 году. Также в 2015 году вышел фильм «Форсаж 7», и прошли съёмки в фильмах «Послание от Кинга», «Красавица и чудовище» и «Девушка в поезде». Весной 2017 года в прокат вышел фильм-мюзикл «Красавица и чудовище» — экранизация одноимённой сказки, в которой Люк сыграл роль Гастона. Также Люк снялся в фильме «Профессор Марстон и Чудо-женщина», в котором сыграл создателя комиксов о Чудо-женщине Уильяма Марстона.
В 2018 году сыграл в телесериале «Алиенист».
В 2019 году снялся в фильме «Анна».
11 октября 2019 года выпустил дебютную песню «Love Is A Battlefield» с будущего альбома «At Last».

### Личная жизнь
Эванс — открытый гей. Из интервью 2002 года изданию The Advocate: «На тот момент, когда я попал в „Табу“, я осознавал, что хотя мне досталась роль гетеросексуального персонажа, все знали меня как гея и, живя в Лондоне, я никогда не пытался это скрывать». В 2014 году в интервью изданию WWD Люк говорит: «Для многих людей это важно, видеть меня и думать — вот парень, который делает своё дело, наслаждается этим, успешен, и в то же время он живёт своей жизнью. Я такой, какой есть».
В 2015 году Люк занял 12 место в списке «50 хорошо одетых британцев» по версии журнала «GQ».

### Активизм
В 2020 году выпустил видеоклип в поддержку ЛГБТ-сообщества.
В 2022 году, во время вторжения России на Украину, актёр на своей странице в Instagram опубликовал пост с фотографией женщины, которая пострадала во время обстрела, в котором он осудил войну.
Вместе с другими актёрами, среди которых: Эмма Томпсон, Мерил Стрип, Дэниел Рэдклифф, Сильвестр Сталлоне, снялся в ролике в поддержку беженцев в Великобритании, в котором призвал британское правительство пересмотреть предлагаемые законы, криминализирующие беженцев.

## Фильмография
| Год       |     | Русское название                 | Оригинальное название                 | Роль                                           |
| --------- | --- | -------------------------------- | ------------------------------------- | ---------------------------------------------- |
| 2003      | в   | Табу                             | Taboo                                 | Билли                                          |
| 2009      | кор | Не давите на Бенджамина Баттона  | Don't Press Benjamin's Buttons        | отец Бенджамина                                |
| 2010      | кор | Трусы и монстры                  | Cowards & Monsters                    | Пол                                            |
| 2010      | ф   | Битва титанов                    | Clash of the Titans                   | Аполлон                                        |
| 2010      | ф   | Секс, наркотики и рок-н-ролл     | Sex & Drugs & Rock & Roll             | Клайв Ричардс                                  |
| 2010      | ф   | Робин Гуд                        | Robin Hood                            | головорез шерифа                               |
| 2010      | ф   | Неотразимая Тамара               | Tamara Drewe                          | Энди Кобб                                      |
| 2011      | ф   | Без компромиссов                 | Blitz                                 | Крэйг Стоукс                                   |
| 2011      | ф   | Мушкетёры                        | The Three Musketeers                  | Арамис                                         |
| 2011      | ф   | Война богов: Бессмертные         | Immortals                             | Зевс                                           |
| 2011      | ф   | Волнение                         | Flutter                               | Эдриан                                         |
| 2012      | ф   | Ворон                            | The Raven                             | инспектор Эмметт Филдс                         |
| 2012      | ф   | Прах                             | Ashes                                 | Джей Би                                        |
| 2012      | ф   | Никто не выжил                   | No One Lives                          | маньяк                                         |
| 2012      | кор | Сын моей матери                  | My Mother's Son                       | отец                                           |
| 2013      | ф   | Форсаж 6                         | Fast & Furious 6                      | Оуэн Шоу                                       |
| 2013      | с   | Великое ограбление поезда        | The Great Train Robbery               | Брюс Рейнольдс                                 |
| 2013      | ф   | Хоббит: Пустошь Смауга           | The Hobbit: The Desolation of Smaug   | Бард Лучник                                    |
| 2014      | ки  | LEGO Хоббит                      | Lego The Hobbit                       | Бард Лучник                                    |
| 2014      | ф   | Дракула                          | Dracula Untold                        | Влад / Дракула                                 |
| 2014      | ф   | Хоббит: Битва пяти воинств       | The Hobbit: Battle of the Five Armies | Бард Лучник                                    |
| 2015      | ф   | Форсаж 7                         | Furious 7                             | Оуэн Шоу                                       |
| 2015      | кор | Форсаж: Перегруженный            | Fast & Furious: Supercharged          | Оуэн Шоу                                       |
| 2015      | ф   | Бонобо: Назад в дикость          | Bonobos: Back to the Wild             | Бени                                           |
| 2015      | ф   | Высотка                          | High-Rise                             | Ричард Уайлдер                                 |
| 2016—2018 | мс  | Робоцып                          | Robot Chicken                         | Росомаха / Пиноккио / Джеймс Бонд, озвучивание |
| 2016      | ф   | Послание от Кинга                | Message from the King                 | Уэнтворт                                       |
| 2016      | ф   | Девушка в поезде                 | The Girl on the Train                 | Скотт Хипвелл                                  |
| 2017      | ф   | Красавица и чудовище             | Beauty and the Beast                  | Гастон                                         |
| 2017      | ф   | Форсаж 8                         | The Fate of the Furious               | Оуэн Шоу                                       |
| 2017      | ф   | Профессор Марстон и Чудо-женщины | Professor Marston & the Wonder Women  | доктор Уильям Моултон Марстон                  |
| 2018      | ф   | 10 на 10                         | 10x10                                 | Льюис                                          |
| 2018—2020 | с   | Алиенист                         | The Alienist                          | Джон Мур                                       |
| 2018      | ф   | Будто во сне                     | State Like Sleep                      | Эмиль                                          |
| 2019      | ф   | Ма                               | Ma                                    | Бен                                            |
| 2019      | ф   | Загадочное убийство              | Murder Mystery                        | Чарльз Кавендиш                                |
| 2019      | ф   | Анна                             | Anna                                  | Алекс Ченков                                   |
| 2019      | ф   | Ангел мой                        | Angel of Mine                         | Майк                                           |
| 2019      | ф   | Мидуэй                           | Midway                                | коммандер Кларенс Маккласки                    |
| 2019      | мф  | Суперпёс и Турбокот              | StarDog and TurboCat                  | Феликс                                         |
| 2020—2021 | мс  | Скрестив мечи                    | Crossing Swords                       | король Мерриман                                |
| 2021      | с   | Убийства в Пембрукшире           | The Pembrokeshire Murders             | Стив Уилкинс                                   |
| 2021      | ф   | Трафик                           | Crisis                                | доктор Билл Симмонс                            |
| 2021      | с   | Девять совсем незнакомых людей   | Nine Perfect Strangers                | Ларс                                           |
| 2022      | ф   | Пиноккио                         | Pinocchio                             | кучер                                          |
| 2024      | ф   | Пять фунтов искупления           | 5lbs of Pressure                      | Адам                                           |
| 2024      | ф   | Агент на уикенд                  | Weekend in Taipei                     | Джон Лоулор                                    |
| TBA       | ф   | Разрушитель миров                | World Breaker                         |                                                |
| TBA       | ф   | Страна медведей                  | Bear Country                          | Джон Карвер                                    |

## Награды и номинации
| Год  | Награда                                        | Категория                  | Работа                    | Результат |
| ---- | ---------------------------------------------- | -------------------------- | ------------------------- | --------- |
| 2014 | Acapulco Black Film Festival — Hollywood Award | Лучший актёрский ансамбль  | Форсаж 6                  | Номинация |
| 2014 | Телевизионный фестиваль в Монте-Карло          | Лучший актёр мини-сериала  | Великое ограбление поезда | Номинация |
| 2015 | Премия британского независимого кино           | Лучший актёр второго плана | Высотка                   | Номинация |
| 2017 | MTV Movie & TV Awards                          | Лучший дуэт                | Красавица и чудовище      | Номинация |
| 2017 | Teen Choice Awards                             | Choice Movie: Злодей       | Красавица и чудовище      | Победа    |